# 養兔產業
養兔產業（Cuniculture）是指將家兔當作家畜圈養起來，透過人工選擇及培殖，以取得其肉為食及毛、皮的农业。此外，亦有部分養殖場的兔子並非作為經濟作物而飼養，而是作為寵物售賣，又或作為模式生物售與作科學研究。人工養殖兔子估計在公元5世紀就已普及至全世界。

## 歷史
人類養殖兔子的歷史可追溯自西元前一世紀，在西方，羅馬作家老普林尼曾提到一些人用籠子和一種稱為「leporaria」的圍牆來養兔子，當時人們將兔子集中飼養在延伸至地下的高牆中；此外老普林尼還提到說，在古羅馬，剛出生的兔子的肉被認為是一種美食。
古代中國也有食用兔子的紀錄，根據《本草綱目‧獸之二》的記載，兔肉「辛，平，無毒」，也就是說兔肉是一種可以吃的食物，《本草綱目》裡面還提到說兔肉「甘，寒」，同時本草綱目還引用陶弘景的話說「用兔子肉煮成的羹湯，對人是有好處的；不過孕婦吃兔子肉的話，小孩會得唇顎裂；另外，兔子肉不可和雞肉、雞肝和雞心一起吃，一起吃的話人的臉色會發黃；此外，將兔肉和水獺的肉一起吃，會得到『遁尸』的病；將兔肉和薑或橘子一起吃的話，會得到心痛、霍亂等疾病；此外，兔肉也不能和芥一起吃。」
中華民國政府曾多次嘗試在台灣建立養兔產業，甚至在西元1970年代畜產試驗所還曾進行一連串實驗，以期能協助民間實現企業化養兔；然而時過境遷，1980年代經濟起飛後台灣民間逐漸將兔子給視為寵物，因此兔肉受到部分團體的反對，再加上其他的一些事件，台灣養兔產業逐漸走向衰退，自民國79年（1990年）後，台灣民間飼養的兔子數量便逐漸下降，而民間養兔業者為求生存，也逐漸轉型飼養寵物兔。

## 外部連結
- World Rabbit Science Association （页面存档备份，存于）
- Russian Branch of the World Rabbit Science Association （页面存档备份，存于）
- Belarusian Rabbit Breeders Public Association （页面存档备份，存于）
- View the rabbit genome （页面存档备份，存于） in Ensembl
- Template:UCSC genomes